# Lincolnia
Lincolnia és una concentració de població designada pel cens dels Estats Units a l'estat de Virgínia. Segons el cens del 2000 tenia 15.788 habitants.

## Demografia
Segons el cens del 2000, Lincolnia tenia 15.788 habitants, 5.166 habitatges, i 3.704 famílies. La densitat de població era de 2.073,4 habitants per km².
Dels 5.166 habitatges en un 36,7% hi vivien nens de menys de 18 anys, en un 54,7% hi vivien parelles casades, en un 10,8% dones solteres, i en un 28,3% no eren unitats familiars. En el 20,2% dels habitatges hi vivien persones soles el 4,8% de les quals corresponia a persones de 65 anys o més que vivien soles. El nombre mitjà de persones vivint en cada habitatge era de 3,03 i el nombre mitjà de persones que vivien en cada família era de 3,45.
Per edats la població es repartia de la següent manera: un 25,3% tenia menys de 18 anys, un 9,9% entre 18 i 24, un 35,3% entre 25 i 44, un 21,6% de 45 a 60 i un 7,9% 65 anys o més.
L'edat mediana era de 33 anys. Per cada 100 dones de 18 o més anys hi havia 102,2 homes.
La renda mediana per habitatge era de 64.148 $ i la renda mediana per família de 65.601 $. Els homes tenien una renda mediana de 39.146 $ mentre que les dones 35.398 $. La renda per capita de la població era de 26.876 $. Entorn del 7,9% de les famílies i l'11,8% de la població estaven per davall del llindar de pobresa.

## Poblacions properes
El següent diagrama mostra les poblacions més properes.